# Chiến tranh Ayutthaya – Myanma (1759–1760)
Chiến tranh Miến Điện-Xiêm (1759-1760) (tiếng Miến Điện: ယိုးဒယား-မြန်မာစစ် (၁၇၅၉–၁၇၆၀); tiếng Thái: สงครามพม่า-สยาม (พ.ศ. 2302–2303)) là cuộc xung đột quân sự đầu tiên giữa nhà Konbaung của Miến Điện (Myanmar) và nhà Ayutthaya của nước Xiêm (Thái Lan). Nó châm ngòi lại các cuộc chiến tranh kéo dài nhiều thế kỷ giữa hai quốc gia mà có thể tiếp diễn trong thế kỷ nữa. Người Miến Điện đã ở thế gần như chiến thắng nhưng họ phải bất ngờ rút lui khỏi cuộc bao vây Ayutthaya về nước vì vua Alaungpaya của họ đã bị ốm. Ông mất ba tuần sau đó, kết thúc chiến tranh.
Casus belli đã thuộc kiểm soát của bờ biển Tenasserim và hoạt động thương mại của họ, và sự hỗ trợ của người Xiêm đối với quân nội loại người Môn của Vương quốc Hanthawaddy phục hưng đang suy thoái. Triều đại mới được thành lập, triều Konbaung đã muốn thiết lập lại chính quyền Miến Điện ở bờ biển thượng Tenasserim (hiện nay là bang Mon), nơi người Xiêm đã hỗ trợ cung cấp cho các phiến quân Môn và triển khai quân đội của họ. Người Xiêm đã từ chối yêu cầu Miến Điện về việc bàn giao các nhà lãnh đạo phiến quân Mon hoặc để ngăn chặn sự xâm nhập của họ vào khu vực mà người Miến Điện coi lãnh thổ của họ.
Cuộc chiến bắt đầu vào tháng 12 năm 1759 khi 40.000 quân Miến Điện do Alaungpaya và con trai ông Hsinbyushin chỉ huy đã tràn xuống bờ biển Tenasserim từ Martaban (Mottama). kế hoạch chiến đấu của họ là bao vậy các vị trí được phòng ngự mạnh mẽ của quân Xiêm cùng với các tuyến xâm nhập trực tiếp hơn và ngắn hơn. Đội quân của Miến đã đè bẹp lực lượng tương đối mỏng của quân Xiêm phòng thủ tại bờ biển, vượt qua các đồi Tenasserim đến bờ biển của vịnh Xiêm La, và phía bắc về phía Ayutthaya. Bị bất ngờ, người Xiêm gom quân để kháng cự quân Miến Điện ở phía nam của họ, và bố trí vị trí phòng thủ tinh thần trên đường đến Ayutthaya. Tuy nhiên, quân Miến thiện chiến hơn quân phòng thủ Xiêm có quân số đông hơn và tiến đến ngoại ô kinh đô Xiêm vào ngày 11 tháng tư 1760. Nhưng chỉ năm ngày thành cuộc bao vây, vua Miến Điện bất ngờ ngã bệnh và tướng chỉ huy quân Miến Điện quyết định rút quân. Một cuộc hành quân của quân tập hậu có hiệu quả do tướng Minkhaung Nawrahta chỉ huy cho phép rút quân có trật tự.
Kết cục cuốc chiến không mang lại kết quả. Trong khi người Miến Điện giành lại quyền kiểm soát bờ biển trên xuống Tavoy (Dawei), họ đã không loại trừ các mối đe dọa cho việc kiểm soát của họ đối với các vùng ngoại vi, mà vẫn mong manh. Họ bị buộc phải đối phó với quân nổi loạn sắc tộc do Xiêm ủng hộ ở bờ biển (1762) cũng như ở Lan Na (1761-1763). Người Miến Điện sẽ khởi động cuộc xâm lược tiếp theo của họ năm 1765, và lật đổ vương triều kéo dài trong 4 thế kỷ-Vương quốc Ayutthaya vào năm 1767.